# Тинтагель
Замок Тинта́гель (англ. Tintagel Castle; альтернативное написание — Тинтажель) — разрушенный ныне замок около современной деревни Тинтагель в графстве Корнуолл, Англия, Великобритания.

## История
Римское поселение на этом месте существовало с III—IV веков. После ухода римлян на этом месте существовала крепость, по легенде служившая резиденцией королям кельтской Британии. Упоминание в «Равеннской Космографии» ок. 700 г. о замке можно с вероятностью отнести к Тинтагелю.
Замок, руины которого можно увидеть сегодня, более поздний. Он был построен примерно в 1233 году Ричардом, графом Корнуолла (представителем нормандской династии Плантагенетов). В настоящее время замок — туристическая достопримечательность.

## Легенды
Замок традиционно связывают с легендами о Короле Артуре: здесь его отец Утер Пендрагон под личиной чужого мужа зачал его в постели леди Игрэйны, здесь Артур появился на свет и отсюда Мерлин тайком увез младенца. Позже в Тинтагеле разворачивалось действие любовного треугольника: король Марк, его супруга Изольда и Тристан, прообразом которого мог быть Тристан ап Мелиодас.
В культурных слоях Тинтагеля, относящихся как раз к VI в. — эпохе короля Артура — найден камень с надписью на латыни «Отец Коль сотворил это, Артугну, потомок Коля, сотворил это» (Paternus Colus avi ficit, Artognou Coli ficit). (Согласно археологу Гордону Мэйхену, часть букв пропущена, и оригинальная надпись означала «Артугну воздвиг этот камень в память своего праотца Коля»). Король Коль — еще один полумифический лидер Британии, предположительно живший в IV—V в. н. э.

## В культуре
- В Тинтагеле однажды провёл ночь писатель Клайв С. Льюис (автор «Хроник Нарнии»), на него этот опыт произвёл огромное впечатление.
- В романе Ивана Ефремова «Туманность Андромеды» один из звездолётов называется «Тинтажель».
- В серии книг Роберта Сальваторе «Клерик» Тинтагелем зовут эльфийского мага.
- У Мориса Метерлинка есть пьеса «Смерть Тинтажиля» (Французская или бельгийская транскрипция). Это мистическое повествование о смерти, забирающей маленького королевского сына. Наследницами престола остаются его старшие сестры.
- В пьесе Дж.Б. Пристли «Опасный поворот» (и ее одноименной экранизации реж. Владимира Басова) герои вспоминают «лето, проведенное в Тинтагеле».
- Песня Tinta — Von Der Liebe из альбома Aeria немецкой певицы Oonagh (на испанском). Не известно, имеет ли данное слово в песне отношение к замку Тинтагель.
- Песня Tinta из альбома Totem немецкой группы Faun (с теми же словами, что и у Уны). Не известно, имеет ли данное слово в песне отношение к замку Тинтагель.
- В пьесе Александры Бруштейн «Тристан и Изольда» Тинтагель упоминается как резиденция короля Марка.
- Топониму посвящена композиция Джона Сёрмана в альбоме "Road to Saint Ives" (1990), ECM.

## Галерея
- Вид на Тинтагель снизу
- Вид с другой стороны
- Вход в Тинтагель